# Chester Thompson
Chester Thompson (* 11. prosince 1948 Baltimore, Maryland, USA) je americký bubeník. V letech 1973–1974 byl členem koncertní sestavy Franka Zappy. V letech 1977–1996 a znovu pak 2006–2007 spolupracoval s britskou skupinou Genesis, kterou doprovázel při koncertech, kdy její stálý bubeník Phil Collins zpíval. Rovněž spolupracoval s dalšími hudebníky, mezi které patří Ahmad Jamal, Weather Report nebo George Duke.